# 신장운수
신장운수(新長運輸)는 경기도 하남시에 연고를 두었던 서울특별시의 옛 시내버스 회사였다. 실질적인 주사무소는 하남시 상산곡동에 두었으나, 사업자 등록은 서울시 강동구 강일동 323-3번지로 되어 있었고 300번 등의 일부 노선은 강일동 본사차고지에서 출발했었다.

## 역사
1971년 서울시영버스 273번(신장 ↔ 동대문)의 노선권을 불하받아 설립하였고, 1973년 5월 5일 어린이대공원 개장에 따라 273번을 573번으로 변경하였다. 1988년 범양여객(이후 선진여객, 현 선진운수)에서 좌석버스 71번(동대문 ↔ 수색, 이후 폐선)을 인수받았다. 지하철 5호선의 개통 및 KD그룹 112번과의 경합으로 큰 타격을 입었으며, 2001년 최종 부도처리되어 사업 면허가 취소되고 운행하던 노선들 역시 폐선 처리되었다.

## 과거 운행 노선
- 좌석 573번(신장시장 경유) : 상산곡동 - 마방집 - 천현공원 - 성광학교 - 동부주유소 - 신장시장 - 덕풍시장 - 덕풍2동 - 덕풍파출소 - 방아다리 - 공영사 - 황산 - 상일동 - 길동 - 천호역 - 대공원후문 - 장한평 - 신답역(태양아파트) - 신설동 - 동대문 - 청계6가 - 종로5가(의류상가) - 종로6가 - 동대문 - 이하 역순
- 좌석 573번(하남시청 경유) : 상산곡동 - 마방집 - 애니메이션고교 - 신안아파트 - 은행아파트 - 부영아파트 - 한국아파트 - 하남시청 - 장지마을 - 라인아파트 - 방아다리 - 공영사 - 황산 - 상일동 - 길동사거리 - 강동역 - 천호역 - 광나루역 - 대공원후문 - 장한평 - 답십리역 - 신답역(태양아파트) - 동대문구청 - 용두동 - 신설동 - 동대문 - 청계6가 - 종로5가(의류상가) - 종로6가 - 동대문 - 이하 역순
- 심야좌석 913번 : 좌석 573번과 동일
- 도시형 573번(적색) : 상산곡동 - 검단산입구 - 천현공원 - 성광학교 - 동부주유소 - 신장시장 - 덕풍시장 - 덕풍2동 - 덕풍파출소 - 방아다리 - 공영사 - 황산 - 상일동 - 길동사거리 - 강동역 - 천호역 - 광나루역 - 화이자앞 - 강변역(테크노마트,동서울터미널)

또 부도 이전에 폐선된 노선은 3개이다.
- 도시형 300번 : 강일동 - 하남 망월동 - 황산 - 상일초등학교 - (구천면길/명일동) - 암사동 - 풍납동 - 잠실 - 강남구청
- 도시형 573번(청색, 478번 형간전환) : 상산곡동 - 애니메이션고교 - 신안,은행,부영아파트 - 한국아파트 - 하남시청 - 장지마을 - 라인아파트 - 방아다리 - 공영사 - 황산 - 상일동 - 길동사거리 - 강동역 - 천호역 - 광나루역 - 화이자앞 - 강변역(테크노마트,동서울터미널)
- 순환 479번 : 강일동 - 황산 - 상일동 - 한영외고 - 명일역 - 고분다리 - 천호역 - 광나루역 - 화이자앞 - 강변역